# Prismatina
La prismatina è un minerale.